# Husum Slot
Husum Slot er et slot i det nordlige Tyskland, bygget i nederlandsk renæssancestil i årene 1577-1582. Bygherren var den slesvigske hertug Adolf af Gottorp (1526-1586). 
Det trefløjede slot blev opført på et område, hvor franciskanere i 1400-tallet havde opført et kloster, og som dengang ikke var del af byen Husum. Slottet er forsynet med tre tårne og flere spir. Forbilledet var Frederik 2.s Frederiksborg Slot i Hillerød, og dets udseende kendes fra en gengivelse i Den Danske Vitruvius.
I 1600-tallet benyttedes slottet fortrinsvis som enkesæde for gottorpske hertuginder. Hertuginde Augusta (1580-1639), datter af Frederik 2. af Danmark, gjorde slottet til et kulturelt center. Hun døde på slottet den 5. februar 1639.
Efter den Store Nordiske Krig kom slottet i år 1721 i dansk eje. Slottet var forfaldent, og Frederik 5. gennemførte en omfattende ombygning og forenkling i årene 1750-1752 ved Otto Johann Müller og Cay Dose. Ved ombygningen, hvorved der blev etableret en række repræsentative trapper og værelser på slottet, forsvandt de svungne gavle, der endnu kan ses på portbygningen. Midtertårnets spir blev rekonstrueret i 1970'erne ved den danske arkitekt Karsten Rønnow efter stikket i Thurahs Vitruvius.
I slotsparken befinder sig et mindesmærke for digteren Theodor Storm. Kunstværket er skabt af Husums billedhugger Adolf Brütt.